# 伊绍罗河畔贝尔福尔泰
伊绍罗河畔贝尔福尔泰（義大利語：Belforte all'Isauro）是意大利佩萨罗-乌尔比诺省的一个市镇。总面积11.99平方公里，人口784人，人口密度65.4人/平方公里（2008年）。ISTAT代码为041005。